# 道の駅昆虫の里たびら
道の駅昆虫の里たびら（みちのえき こんちゅうのさとたびら）は、長崎県平戸市にある国道204号の道の駅である。キャッチフレーズは市内の田平町内にある昆虫観察施設「たびら昆虫自然園」にちなんで「昆虫と出会える駅」。

## 概要
国道からは巨大なカブトムシのオブジェが目印となっている。レストランなどの供食設備はないが特産品販売および野菜の即売が行われている。

## 施設
- 駐車場
  - 普通車：32台
  - 大型車：6台
  - 身障者用：2台
- トイレ （いずれも24時間利用可能）
  - 男：大 2器、小 3器
  - 女：5器
  - 身障者用：1器
- 公衆電話
- 公衆FAX
- 物産館
  - 野菜直売所「ふれあい友市」（田平町の野菜や水産加工品を直売）
  - 特産品販売店「ビートル館」（平戸周辺の土産物や地元の長崎県立北松農業高等学校生徒が加工したジャム等を販売。）
- 自動販売機
- 休憩所

## 休館日
- 12月31日 - 1月1日

## アクセス
- 国道204号 - 登録路線

## 周辺
- 江迎湾
- 松浦鉄道西九州線 すえたちばな駅